# هیتن
فضاپیمای هیتن ((به ژاپنی: ひ て ん)) با تلفظ ژاپنی تلفظ ژاپنی: [çiteɴ]) و (انگلیسی: Hiten)
و با نام پیش از پرتاب «MUSES-A» کوتاه‌شدهٔ (Mu Space Engineering Spacecraft A)، بخشی از برنامهٔ MUSES، شناخته می‌شود، توسط مؤسسه علوم فضایی و فضانوردی ژاپن در ۲۴ ژانویه ۱۹۹۰ راه اندازی شد. این اولین کاوشگر ماه ژاپن، اولین کاوشگر رباتیک ماه پس از زمان اتحاد جماهیر شوروی لونا ۲۴ در سال ۱۹۷۶ و نیز نخستین کاوشگر ماه بود که توسط کشوری غیر از روسیه شوروی یا ایالات متحده پرتاب شد.

## ماموریت
هیتن قرار بود در یک مدار بسیار بیضی در مدار زمین با یک اوج ۴۷۶٬۰۰۰ کیلومتری قرار بگیرد، که می‌توانست از کنار ماه عبور کند. با این حال، با کسری تزریق سوخت سرعت موشک دلتا ۵ در ۵۰ متر/ثانیه انجام شد، در نتیجه اوج تنها یک اوج ۲۹۰٬۰۰۰ کیلومتری بود. با جبران کمبود کاوشگر به مأموریت خود ادامه داد.

### قرار گرفتن در مدار ماه
در نخستین گذر کنار ماه، هیتن مدارگرد کوچکی به نام «هاگورومو» (は ご ろ も را که همراه داشت به سوی مدار ماه رها کرد. فرستندهٔ این مدارگرد از کار افتاده بود ولی قرار گرفتن آن در مدار ماه از زمین مشاهده و تأیید شد. پس از انجام هشتمین چرخش، هیتن تکنیک ترمز اتمسفری را در ۱۹ مارس ۱۹۹۱ با انجام پرواز کناری زمین در ارتفاع ۱۲۵٫۵ کیلومتری اقیانوس آرام با سرعت ۱۱٫۰ کیلومتر بر ثانیه با موفقیت به نمایش گذاشت. در این مانور هیتن توانست با استفاده از کشش اتمسفر، سرعت را به ۱٫۷۱۲ متر بر ثانیه و ارتفاع را به ۸۶۶۵ کیلومتر کاهش دهد.این نخستین مانور ترمز اتمسفری توسط یک کاوشگر فضایی عمیق بود.
پس از نهمین پرواز کناری با ماه و دومین مانور ترمز اتمسفری در ۳۰ مارس ۱۹۹۱، مأموریت اصلی کاوشگر به پایان رسید.